# El Retamo
El Retamo es una localidad rural argentina ubicada en el distrito de San Miguel del departamento Lavalle, en la provincia cuyana de Mendoza.

## Geografía

### Ubicación
A 200 kilómetros de la ciudad de Mendoza se encuentra la intersección entre las rutas 142 y 51 (lugar conocido como "El Puerto"). Desde allí, y por ruta 51, se encuentra a 30 km de ripio "San Miguel de Los Sauces" y a 42 km "Las Lagunitas". A partir de allí sólo huella de tierra, a 52 km desde la ruta 142 se encuentra "El Retamo" y a 18 km más está "El Forzudo". Desde esta última localidad existe una distancia de 26 km hasta "Arroyito", encontrándose a 96 km de "El Puerto", sin embargo continuando por la ruta 51 desde Arroyito se alcanza la intersección con la Ruta Nacional 7 (Argentina). Es por ello que las comunidades más alejadas son las de "El Retamo" y "El Forzudo".
Toda esta zona es el denominado Secano de Lavalle.
La zona geográfica del secano de Lavalle, que recibe lluvias menores a 100 milímetros
anuales, tiene una población dispersa en 900 000 ha. “La extracción de las riquezas del
desierto que se realizó durante el siglo XIX dejó, al finalizar en el siglo XX, una tierra yerma y a los habitantes de este desierto abandonados y en la miseria pero también libres para retomar los viejos patrones de asentamiento disperso, cierto nomadismo, autonomía y libertad que
siempre caracterizaron a estos puesteros” .

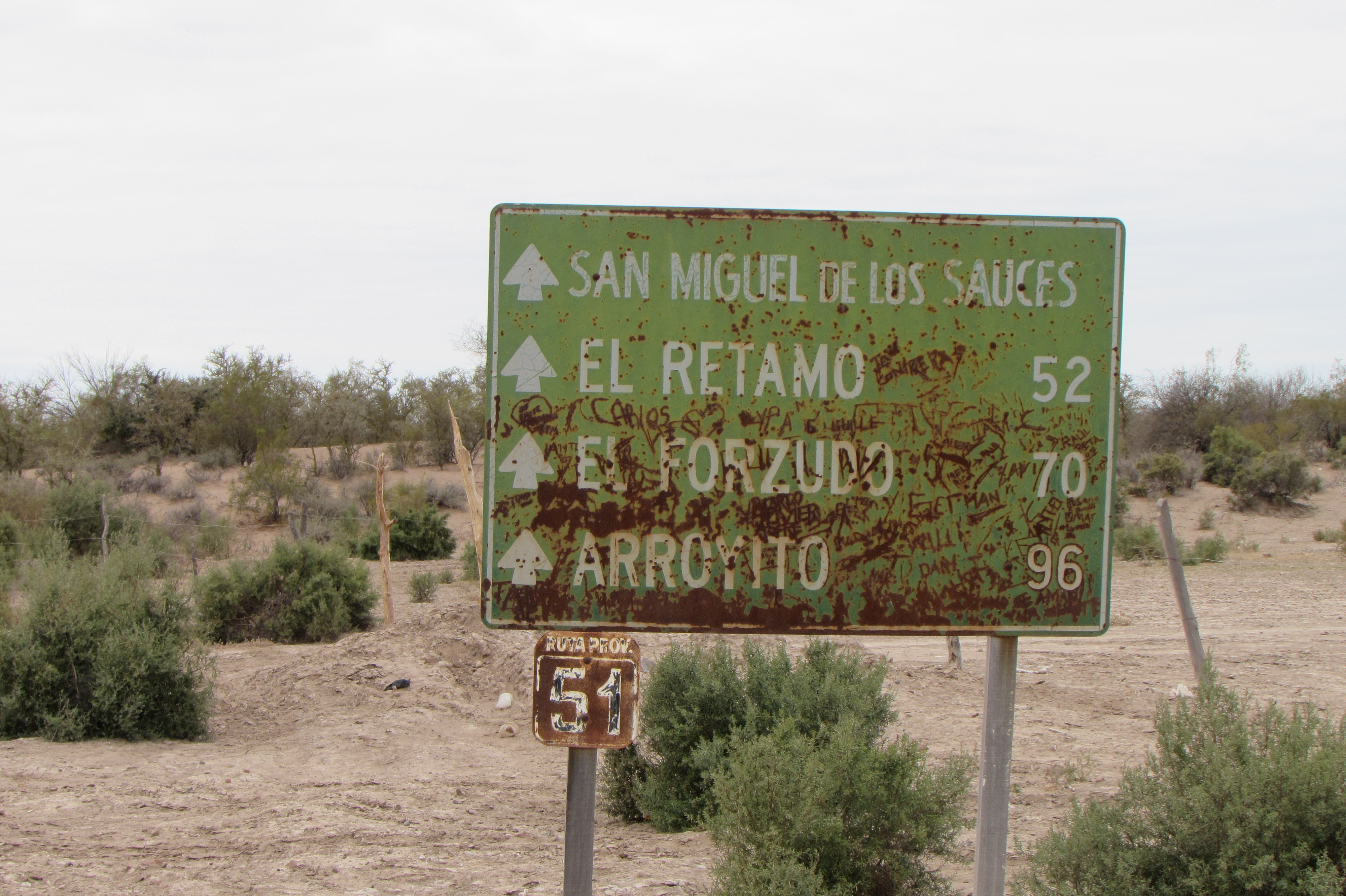

### Población
El Retamo cuenta actualmente con una población de 460 personas en su mayoría descendientes de Huarpes.
La zona geográfica del Secano de Lavalle, que recibe lluvias menores a 100 milímetros
anuales, tiene una población dispersa en 900 000 ha. “La extracción de las riquezas del
desierto que se realizó durante el siglo XIX dejó, al finalizar en el siglo XX, una tierra yerma y a los habitantes de este desierto abandonados y en la miseria pero también libres para retomar los viejos patrones de asentamiento disperso, cierto nomadismo, autonomía y libertad que
siempre caracterizaron a estos puesteros” . En esta zona habitan aproximadamente 4000 personas, se dedican fundamentalmente a actividades de subsistencia siendo la principal la cría de ganado caprino. La población se distribuye en forma aislada, dispersa y con muy baja densidad (aproximadamente 0,38 habitantes por km²) organizada en unidades de producción denominados localmente “puestos”.

## Historia
Nicolás Lobos identifica 4 momentos históricos del secano lavallino. “El tercer momento es el del abandono: un desierto rico se transformó en un desierto pobre, lo que produce el éxodo de la clase dominante. Los que quedan vuelven a la costumbre del asentamiento disperso, a la movilidad y a una economía de subsistencia sumado a una gran desconfianza con respecto al Estado, la Iglesia y todo lo urbano en general. El cuarto momento es el actual, desde la década del noventa, se reintroduce el Estado pero ahora en su forma “post Nación”, es decir un Estado descentralizado, que ya no defiende una “identidad nacional”, municipalizado, que apoya una escuela multiculturalista en general, que sirve a veces sólo de vínculo entre las organizaciones escolares, municipales, locales, y las organizaciones internacionales.”  
Casi en su totalidad la población se haya organizada en las 12 “Comunidades Huarpes”
reconocidas (reconocimiento oficial del INAI - Instituto Nacional de Asuntos Indígenas) y
cuenta con la ley 6920 de la Provincia de Mendoza que dispuso, en su beneficio, la
expropiación de las tierras que históricamente pertenecieron a sus antepasados.

## Problemáticas socioambientales

### Economía
En el secano se practica la cría de caprinos y la confección de artesanías en cuero, telas y
cestería de junquillo. Está habitado por puesteros que viven dispersos en alrededor de 360
puestos . Caracterizados por dos significantes opuestos: “laguneros” y
“habitantes del desierto”, esta gente se ocupa casi exclusivamente de la cría de cabras, en
condiciones, a veces, de suma pobreza, y preservando, tal vez por el extremo aislamiento,
tradiciones antiquísimas como las fiestas religiosas que son famosas en toda la provincia.
Poseen buenas habilidades artesanales, actividad promovida y promocionada por el Gobierno de Mendoza a través del Mercado Artesanal Mendocino. Son buenos constructores, muy trabajadores, honestos, hospitalarios y solidarios. Gente sencilla y tranquila que vive en contacto con la naturaleza, esto les otorga una gran capacidad reflexiva. Poseen una creatividad asombrosa, son capaces de construir y reparar artefactos eléctricos y mecánicos en ausencia de los repuestos y herramientas específicas. Muy observadores de los fenómenos naturales y humanos. Son callados, tremendamente sinceros y transparentes.    

### Electricidad, gas y agua potable
Actualmente las poblaciones del Secano de Lavalle cuentan con un tendido eléctrico monofilar de baja potencia, con grandes pérdidas energéticas de transmisión y baja confiabilidad y estabilidad, lo que genera pérdidas de alimentos y remedios por los cortes
eléctricos. 
Sin embargo, como afirma Pablo Tornello el servicio de electricidad en amplias zonas de su territorio es inexistente, aún en zonas donde el tendido de la red monofilar es muy próximo. La conservación de alimentos es un tema medular en la salud de la población. La conservación de la leche es muy difícil, como también la de verduras y hortalizas, que es casi imposible; lo mismo ocurre con ciertos medicamentos. “La electricidad mejorará las posibilidades económicas de sus pobladores, la oferta turística, el
acceso a la cultura y a la salud en forma rápida” .
http://gestionlegislativa.blogspot.com.ar/2009/06/tema-pueblos-originarios.html
En cuanto al gas natural, se encuentra distribuido en garrafas familiares vendidas por privados con escasa reposición y zeppelines de YPF para las escuelas albergues de cada comunidad.
El caso del agua potable ha tenido más atención por parte del Estado, ya que se encuentra en
funcionamiento el denominado Acueducto Integrado del Secano. Con una extensión de 270km,
aporta agua a las comunidades y cada una cuenta con un reservorio y equipos de bombeo. http://losandes.com.ar/article/instalaron-kilometros-canerias-agua-lavalle-571557 (enlace roto disponible en Internet Archive; véase el historial, la primera versión y la última).
"A casi diez años del inicio de su diseño (2002) y construcción (2007), los datos
colectados en campo, en el marco de procesos de investigación en curso, permiten
observar que el acueducto se presenta también como una obra paradójica. Necesaria y
«de gran envergadura y trascendencia» para los organismos públicos de Lavalle, desarticulada
de la política hídrica provincial y con limitaciones para resolver las grandes
inequidades que la región exhibe en materia de apropiación y distribución de aguas
entre oasis y tierras no irrigadas, para otros. Una obra, en definitiva, que probablemente
calme la sed sin que alcance para actuar en el sentido de la reparación histórica a la
injusticia ambiental." 
El agua subterránea que se extrae a través de pozos-balde (a mano o motores a nafta en el mejor de los casos) es salada y con alta concentración de arsénico, por lo que no es apta para el consumo humano pero si para la cría de ganado. Los pobladores del secano coinciden en que una de las principales necesidades (en términos energéticos) está relacionada con la extracción de agua de los pozos.

### Proyectos socio-comunitarios
Desde el año 2015 la Universidad Nacional de Cuyo desarrolla en El Retamo proyectos de articulación social "Prof. Mauricio López" con la participación de docentes e investigadores de Facultad de Ingeniería, Facultad de Filosofía y Letras, Facultad de Ciencias Políticas, del Instituto de Capacitación Especial y Docencia en Ingeniería Asistida por Computadora (CEDIAC), del Instituto de Energía (IDE), y numerosos estudiantes de diversas carreras.
En 2015 se desarrolló el proyecto de concienciación y sensibilización sobre la sustentabilidad, eficiencia y autoabastecimiento energético en las comunidades del secano
mendocino.
En 2016 se desarrolló el proyecto: fortalecimiento de la radio del retamo
En 2017 se está desarrollando el proyecto transiciones socio-energéticas en el secano de lavalle
La experiencia de transiciones tecnológicas energéticas en las comunidades del secano demuestra la importancia de un cambio de paradigma en la visión del cambio tecnológico. El mundo moderno, extremamente globalizado y de acelerado ritmo de innovaciones tecnológicas sostiene contemporáneamente la cultura local como fuente de identidad y de desarrollo sostenible. Es entonces necesario en este contexto repensar las bases conceptuales y prácticas de la extensión de las ingenierías en el secano, siendo una de las herramientas a emplear el diálogo de saberes entre los integrantes de la comunidad y los actores externos. Es por ello necesario, en tanto actores técnicos y motores de esas transiciones tecnológicas, pasar de la “gestión tecnológica” como paradigma de competitividad y calidad a un enfoque sistémico en el que se evidencien y atiendan  los factores socioculturales en los procesos de apropiación de tecnología, que posibilitan o entorpecen esos procesos. En definitiva, el desafío mayor consiste en fortalecer la comunidad a la vez que favorecer su desarrollo.
Este enfoque puede sostenerse desde el paradigma del desarrollo endógeno en el que el proceso de innovación y apropiación de tecnología está gestado por las comunidades locales y acompañados por los actores externos que comprenden y evalúan las dimensiones socioculturales que intervienen en el proceso.
De esta forma, los actores externos que participan e impulsan los cambios tecnológicos en las comunidades deben propiciar la consolidación de la propia comunidad a través del fortalecimiento de los lazos internos, hacia lo local y desde adentro. Distinto a un modelo exógeno, en el que se trata de aminorar los impactos negativos que tienen los cambios tecnológicos impuestos externamente.